# Йохан IV (Вид)
Йохан IV фон Вид (на немски: Johann IV zu Wied; * ок. 1505; † 15 юни 1581 в Рункел) е граф на Вид-Рункел и Изенбург.
Той е вторият син на граф Йохан III фон Вид (1485 – 1533) и съпругата му Елизабет фон Насау-Диленбург (1488 – 1559), дъщеря на граф Йохан V фон Насау-Диленбург († 1516) и Елизабет фон Хесен-Марбург († 1523).  Брат му Фридрих IV фон Вид († 1568) е архиепископ на Кьолн (1562 – 1567).
Йохан IV е споменат през 1525 г. в Кьолн като каноник. През 1534 г. той се записва да следва в юридическия факултет на стария университет в Кьолн (Universitas Studii Coloniensis). По-късно той става светски човек.

## Фамилия
Йохан IV се жени на 13 април 1543 г. в Кьонигщайн за графиня Катарина фон Ханау-Мюнценберг (* 26 март 1525; † 1588/20 август 1581), дъщеря на граф Филип II фон Ханау-Мюнценберг и Юлиана фон Щолберг. Те имат децата:
- Юлиана фон Вид (ок. 1545 – 1575), омъжена 1569 г. за пфалцграф Райхард фон Пфалц-Зимерн-Спонхайм (1521 – 1598)
- Херман I (ок. 1550 – 1591), наследява баща си през 1581 г., женен 1576 г. за графиня Валпурга фон Бентхайм-Щайнфурт (1555 – 1628), дъщеря на граф Ебервин III фон Бентхайм-Щайнфурт и Анна фон Текленбург-Шверин
- Магдалена фон Вид (ок. 1565 – 1606), омъжена 1571 г. за граф Зигизмунд II фон Хардег цу Глац-Махланде (1539 – 1599)
- Катарина фон Вид (1552 – 1584), омъжена 1572 г. за граф Филип V фон Ханау-Лихтенберг (1541 – 1599)
- Анна фон Вид-Рункел и Изенбург (ок. 1550 – 1590), омъжена 1571/1572 г. за фрайхер Йохан Вилхелм фон Рогендорф (1531 – 1590)
- Вилхелм IV (1560 – 1612), наследява баща си през 1581 г. си в Рункел и Дирдорф, т.нар. „горно графство Вид“, женен 1582 г. за Йохана Сибила (1564 – 1636), дъщеря на граф Филип V фон Ханау-Лихтенберг и Лудовика Маргарета фон Цвайбрюкен-Бич
- Елизабет фон Вид
- Агнес фон Вид (* ок. 1555 – 1581), омъжена 1573 г. за Готфрид IV Шенк фон Лимпург-Шпекфелд (1548 – 1581)